# Флакозид
«Флакозид» (лат. Flacosidum, МНН: глюкопиранозидметилбутенилтригидроксифлаванол (Glucopyranosidemethylbuteniltrihydroxyflavanol)) — патентованное противовирусное лекарственное средство растительного происхождения, получаемое из листьев бархата амурского (Phellodendron amurensis Rupr.) и листьев бархата Лаваля (Phellodendron amurensis var. Lavallei Spraque), семейство рутовых (Rutaceae).

## Фармакологическое действие
Оказывает противогерпетическое, гепатопротекторное и антиоксидантное действие. По структуре близок к рутину и др. флавоновым соединениям группы витамина P. Стабилизирует мембраны клеток, индуцирует выработку интерферона. Эффективен в отношении ДНК-содержащих вирусов.

## Показания
Герпес (первичные и рецидивирующие формы, в том числе генитальной локализации), острые вирусные гепатиты А и В, грипп, хронические диффузные поражения печени, дискинезия желчевыводящих путей, опоясывающий лишай, ветряная оспа, корь.

## Противопоказания
Гиперчувствительность, острая печеночная недостаточность.

### C осторожностью
Холестаз, тяжёлые нарушения функции печени, беременность, период лактации, детский возраст.

## Режим дозирования
Внутрь, после еды, взрослым — по 0,1 г 3 раза в день, при диссеминированных формах — 0,2 г 3—4 раза в день. Детям 3—5 лет — по 0,05-0,1 г 2—3 раза в сутки, 6—12 лет — по 0,1 г 2—3 раза в сутки. Курс лечения при обычной форме герпетической инфекции — 5 дней; при диссеминированных и осложнённых формах — до 14 дней, при необходимости возможны повторные курсы; при ветряной оспе — 5—10 дней; кори — 3—5 дней; остром вирусном гепатите B — 2—3 нед; вирусном гепатите A — 2 нед; хронических заболеваниях печени и дискинезии желчевыводящих путей — 2—5 курсов лечения продолжительностью 30—45 дней с интервалами 15—30 дней.

## Побочные эффекты
Возможны аллергические реакции при индивидуальной непереносимости.